# Matteo Ferrari (motociclista)
Matteo Ferrari (Cesena, Italia, 12 de febrero de 1997) es un piloto de motociclismo italiano que participa en la categoría de MotoE con el equipo Felo Gresini Team.

## Biografía
En 2019, tras 3 años de ausencia en el campeonato mundial, fichó por el Gresini Racing para disputar la temporada inaugural de la Copa Mundial de MotoE. Comenzó la temporada con un quinto puesto en la carrera inaugural en Alemania, puesto que repitió en el GP siguiente en Austria. En la primera carrera doble de la temporada en San Marino, se llevó la victoria en las dos carreras, lo que le permitió llegar a la cima del campeonato y en la segunda carrera doble en Valencia, terminó en el tercer lugar en la primera carrera (originalmente terminó cuarto pero ascendió al tercer puesto tras la descalificación de Héctor Garzó) y en la segunda carrera finalizó quinto. Con el quinto puesto en la carrera final de Valencia, Ferrari se convirtió en el primer campeón de la Copa Mundial de MotoE.
Para 2020, Ferrari renovó con el Trentino Gresini MotoEy su mejor amigo Marc Márquez le ofreció un puesto en el repsol Honda team para disputar la temporada 2020 de la Copa Mundial de MotoE.

## Resultados

### Campeonato del Mundo de Motociclismo
Sistema de puntuación de 1993 hasta 2022:
| Posición | 1.º | 2.º | 3.º | 4.º | 5.º | 6.º | 7.º | 8.º | 9.º | 10.º | 11.º | 12.º | 13.º | 14.º | 15.º |
| Puntos   | 25  | 20  | 16  | 13  | 11  | 10  | 9   | 8   | 7   | 6    | 5    | 4    | 3    | 2    | 1    |

Sistema de puntuación desde 2023 en adelante:
| Posición       | 1.º | 2.º | 3.º | 4.º | 5.º | 6.º | 7.º | 8.º | 9.º | 10.º | 11.º | 12.º | 13.º | 14.º | 15.º |
| Puntos         | 25  | 20  | 16  | 13  | 11  | 10  | 9   | 8   | 7   | 6    | 5    | 4    | 3    | 2    | 1    |
| Carrera sprint | 12  | 9   | 7   | 6   | 5   | 4   | 3   | 2   | 1   |      |      |      |      |      |      |

#### Por categoría
| Cat.  | Temporadas    | 1.er Gran Premio | 1.er Podio                | 1.ª Victoria              | Carreras | Victorias | Podios | Poles | V.Ráp. | Pts.  | CM |
| ----- | ------------- | ---------------- | ------------------------- | ------------------------- | -------- | --------- | ------ | ----- | ------ | ----- | -- |
| Moto3 | 2013–2015     | Catar 2013       |                           |                           | 47       | 0         | 0      | 0     | 0      | 15    | 0  |
| MotoE | 2019–presente | Alemania 2019    | San Marino 2019 Carrera 1 | San Marino 2019 Carrera 2 | 64       | 10        | 20     | 5     | 8      | 792.5 | 1  |
| Moto2 | 2024          | España 2024      |                           |                           | 2        | 0         | 0      | 0     | 0      | 1     | 0  |
| Total | 2021–Presente | 2021–Presente    | 2021–Presente             | 2021–Presente             | 113      | 10        | 20     | 5     | 9      | 808.5 | 1  |

#### Por temporada
| Temp. | Cat.  | Moto      | Equipo                      | N.º   | Carreras | Victorias | Podios | Poles | V.Ráp. | Pts.  | Pos. | CM |
| ----- | ----- | --------- | --------------------------- | ----- | -------- | --------- | ------ | ----- | ------ | ----- | ---- | -- |
| 2013  | Moto3 | FTR Honda | Ongetta-Centro Seta         | 3     | 16       | 0         | 0      | 0     | 0      | 2     | 27.º | –  |
| 2014  | Moto3 | Mahindra  | San Carlo Team Italia       | 3     | 18       | 0         | 0      | 0     | 0      | 12    | 22.º | –  |
| 2015  | Moto3 | Mahindra  | San Carlo Team Italia       | 12    | 13       | 0         | 0      | 0     | 0      | 1     | 33.º | –  |
| 2019  | MotoE | Energica  | Trentino Gresini MotoE      | 11    | 6        | 2         | 3      | 0     | 1      | 99    | 1.º  | 1  |
| 2020  | MotoE | Energica  | Trentino Gresini MotoE      | 11    | 7        | 2         | 4      | 1     | 0      | 97    | 2.º  | -  |
| 2021  | MotoE | Energica  | Indonesian E-Racing Gresini | 11    | 7        | 1         | 1      | 0     | 1      | 86    | 3.º  | -  |
| 2022  | MotoE | Energica  | Felo Gresini MotoE          | 11    | 12       | 2         | 5      | 0     | 2      | 162.5 | 3.º  | -  |
| 2023  | MotoE | Ducati    | Felo Gresini MotoE          | 11    | 16       | 3         | 7      | 4     | 3      | 216   | 3.º  | -  |
| 2024  | MotoE | Ducati    | Felo Gresini MotoE          | 11    | 16       | 0         | 0      | 0     | 1      | 132   | 8.º  | -  |
| 2024  | Moto2 | Kalex     | QJMotor Gresini Moto2       | 23    | 2        | 0         | 0      | 0     | 0      | 1     | 30.º | -  |
| 2025  | MotoE | Ducati    | Felo Gresini MotoE          | 11    |          |           |        |       |        |       |      | -  |
| Total | Total | Total     | Total                       | Total | 113      | 10        | 20     | 5     | 8      | 808.5 |      | 1  |

- * Temporada en curso.

#### Carreras por año
| Año  | Cat.  | Moto      | 1       | 2       | 3       | 4      | 5       | 6       | 7      | 8      | 9      | 10      | 11     | 12      | 13      | 14      | 15      | 16      | 17      | 18     | 19  | 20  | Pos. | Pts.  |
| ---- | ----- | --------- | ------- | ------- | ------- | ------ | ------- | ------- | ------ | ------ | ------ | ------- | ------ | ------- | ------- | ------- | ------- | ------- | ------- | ------ | --- | --- | ---- | ----- |
| 2013 | Moto3 | FTR Honda | QAT 24  | AME 19  | SPA 21  | FRA 17 | ITA Ret | CAT 24  | NED 27 | GER 20 | IND 15 | CZE 20  | GBR 17 | RSM Ret | ARA Ret | MAL Ret | AUS DNS | JPN Ret | VAL 15  |        |     |     | 27.º | 2     |
| 2014 | Moto3 | Mahindra  | QAT Ret | AME Ret | ARG Ret | SPA 25 | FRA< 21 | ITA 14  | CAT 21 | NED 13 | GER 9  | IND Ret | CZE 20 | GBR 24  | RSM Ret | ARA Ret | JPN 24  | AUS 24  | MAL Ret | VAL 25 |     |     | 22.º | 12    |
| 2015 | Moto3 | Mahindra  | QAT 21  | AME 15  | ARG 21  | SPA 18 | FRA Ret | ITA 24  | CAT 21 | NED 24 | GER 25 | IND 29  | CZE 21 | GBR Ret | RSM 23  | ARA     | JPN     | AUS     | MAL     | VAL    |     |     | 33.º | 1     |
| 2019 | MotoE | Energica  | GER 5   | AUT 5   | RSM 1   | RSM 1  | VAL 3   | VAL 5   |        |        |        |         |        |         |         |         |         |         |         |        |     |     | 1.º  | 99    |
| 2020 | MotoE | Energica  | SPA 2   | AND Ret | RSM 1   | ERM 3  | ERM 1   | FRA Ret | FRA 5  |        |        |         |        |         |         |         |         |         |         |        |     |     | 2.º  | 97    |
| 2021 | MotoE | Energica  | SPA 6   | FRA 8   | CAT 7   | NED 4  | AUT 8   | RSM 4   | RSM 1  |        |        |         |        |         |         |         |         |         |         |        |     |     | 3.º  | 86    |
| 2022 | MotoE | Energica  | SPA 3   | SPA 6   | FRA 4   | FRA 7  | ITA 2   | ITA 1   | NED 4  | NED 4  | AUT 14 | AUT 9   | RSM 3  | RSM 1   |         |         |         |         |         |        |     |     | 3.º  | 162.5 |
| 2023 | MotoE | Ducati    | FRA Ret | FRA 1   | ITA 2   | ITA 3  | GER 3   | GER 7   | NED 1  | NED 1  | GBR 8  | GBR 7   | AUT 16 | AUT 2   | CAT 4   | CAT 5   | RSM 6   | RSM 7   |         |        |     |     | 3.º  | 216   |
| 2024 | MotoE | Ducati    | POR 12  | POR 8   | FRA 8   | FRA 8  | CAT 8   | CAT 8   | ITA 7  | ITA 8  | NED 6  | NED 9   | GER 4  | GER 6   | AUT Ret | AUT 6   | RSM 6   | RSM 6   |         |        |     |     | 8.º  | 132   |
| 2024 | Moto2 | Kalex     | QAT     | POR     | AME     | SPA 15 | FRA     | CAT     | ITA    | NED    | GER    | GBR     | AUT    | ARA     | RSM     | ERM Ret | INA     | JPN     | AUS     | THA    | MAL | SLD | 30.º | 1     |
| 2025 | MotoE | Ducati    | FRA Ret | FRA Ret | NED 5   | NED 12 | AUT 1   | AUT 1   | HUN    | HUN    | CAT    | CAT     | RSM    | RSM     | POR     | POR     |         |         |         |        |     |     | 6.º* | 65*   |

| Color     | Resultado                                                               |
| --------- | ----------------------------------------------------------------------- |
| Oro       | Ganador                                                                 |
| Plata     | 2.ª plaza                                                               |
| Bronce    | 3.ª plaza                                                               |
| Verde     | Finalizó en los puntos                                                  |
| Azul      | Finalizó sin puntos                                                     |
| Azul      | NC - No clasificado                                                     |
| Violeta   | Ret - No terminó (Carrera)                                              |
| Rojo      | DNQ - No se clasificó                                                   |
| Negro     | DSQ - Descalificado                                                     |
| Blanco    | DNS - No empezó (carrera)                                               |
| Blanco    | WD - Retirado (fin de semana)                                           |
| Blanco    | C - Carrera cancelada                                                   |
| Sin color | DNP - Inscrito pero no participó                                        |
| Sin color | INJ - Lesionado                                                         |
| Sin color | EX - Excluido                                                           |
| Estado    | Resultado                                                               |
| Negrita   | Pole position                                                           |
| Cursiva   | Vuelta rápida                                                           |
| x         | Posición en carrera sprint                                              |
| †         | Abandona, pero clasifica al completar el porcentaje requerido para ello |

- * Temporada en curso.

### Campeonato Mundial de Superbikes

#### Por temporada
| Temp. | Motocicleta          | Equipo            | Carreras | Victorias | Podios | Poles | V.Rap. | Pts. | Pos. |
| ----- | -------------------- | ----------------- | -------- | --------- | ------ | ----- | ------ | ---- | ---- |
| 2020  | Ducati Panigale V4 R | Motocorsa Racing  | 6        | 0         | 0      | 0     | 0      | 5    | 23.º |
| 2020  | Ducati Panigale V4 R | BARNI Racing Team | 6        | 0         | 0      | 0     | 0      | 5    | 23.º |
| Total |                      |                   | 6        | 0         | 0      | 0     | 0      | 5    |      |

- * Temporada en curso.

#### Carreras por año
(Carreras en negrita indica pole position, carreras en cursiva indica vuelta rápida)
| Año  | Moto   | 1   | 1   | 1   | 2   | 2   | 2   | 3   | 3   | 3   | 4   | 4   | 4   | 5      | 5      | 5      | 6   | 6   | 6   | 7   | 7   | 7   | 8       | 8      | 8      | Pos. | Pts. |
| Año  | Moto   | R1  | CS  | R2  | R1  | CS  | R2  | R1  | CS  | R2  | R1  | CS  | R2  | R1     | CS     | R2     | R1  | CS  | R2  | R1  | CS  | R2  | R1      | CS     | R2     | Pos. | Pts. |
| ---- | ------ | --- | --- | --- | --- | --- | --- | --- | --- | --- | --- | --- | --- | ------ | ------ | ------ | --- | --- | --- | --- | --- | --- | ------- | ------ | ------ | ---- | ---- |
| 2020 | Ducati | AUS | AUS | AUS | SPA | SPA | SPA | POR | POR | POR | SPA | SPA | SPA | SPA 14 | SPA 18 | SPA 14 | SPA | SPA | SPA | FRA | FRA | FRA | POR Ret | POR 15 | POR 15 | 23.º | 5    |

- * Temporada en curso.